# Руперт Ваятт
Руперт Ваятт (англ. Rupert Wyatt; нар. 26 жовтня 1972) — британський кіносценарист, кінорежисер та кінопродюсер. Відомий режисерською роботою над фільмом-блокбастером 2011 року « Повстання планети мавп» .

## Біографія
Ваятт народився і виріс поблизу Вінчестера в Гемпширі. Він здобув освіту в Dragon School, Оксфорді та Вінчестерському коледжі.
Він був співавтором і режисером британського трилера «Втеча з в'язниці» (2008), у головних ролях з Браяном Коксом, Даміаном Льюїсом, Домініком Купером та ін Прем'єра фільму відбулася на кінофестивалі Санденс в січні 2008 року. Він був номінований на вісім міжнародних кінопремій і став переможцем двох. У березні 2010 року Ваятта обрано режисером фільму «Піднесення планети мавп», перезавантаження франшизи « Планета мавп». Фільм вийшов у прокат 5 серпня 2011 року з переважно позитивними відгуками та отримав понад 481 мільйон доларів касових зборів у всьому світі.
У 2019 році зняв науково-фантастичний фільм « Полонений штат» 2019 року у співавторстві з Ерікою Біні.

## Особисте життя
Ваятт живе в Лос-Анджелесі і Гадсоні (штат Нью-Йорк) з дружиною Ерікою Біні та трьома їхніми дітьми.

## Фільмографія
| Рік  | Назва фільму           | Режисер | Сценарист | Продюсер | Примітки |
| ---- | ---------------------- | ------- | --------- | -------- | --- |
| 2003 | Subterrain             | Так     | Ні        | Ні       | |
| 2008 | Втеча з в'язниці       | Так     | Так       | Ні       | Номінований — British Independent Film — Douglas Hickox Award Номінований — Evening Standard British Film Award for Most Promising Newcomer Номінований — London Critics Circle Film Award for Breakthrough British Filmmaker |
| 2011 | Повстання планети мавп | Так     | Ні        | Ні       | Номінований — Empire Award for Best Director Номінований — Saturn Award for Best Director |
| 2014 | Гравець                | Так     | Ні        | Ні       | |
| 2019 | Битва за Землю         | Так     | Так       | Так      | |
| 2022 | Desert Warrior         | Так     | Так       | Ні       | |

### Телебачення
| Рік  | Фільм                       | Режисер | Виконавчий продюсер | Примітки                                                                           |
| ---- | --------------------------- | ------- | ------------------- | ---------------------------------------------------------------------------------- |
| 2014 | Поворот: Шпигуни Вашингтона | Так     | Ні                  | Пілотна серія                                                                      |
| 2016 | Екзорцист                   | Так     | Так                 | Пілотна серія                                                                      |
| 2021 | Узбережжя комарів           | Так     | Так                 | Пілотна серія                                                                      |
| TBA  | Міські джунглі              | Так     | Так                 | Створено спільно з Ерікою Біні, Кларою Галлахер, Даніелем Гарді та Роліном Джонсом |
| TBA  | Ехокамера                   | Так     | Так                 | Автор ідеї                                                                         |